# Ксюша (песня)
«Ксюша» — дебютный хит Алёны Апиной, выпущенный в августе 1991 года. В дальнейшем песня вошла в первый сольный альбом певицы «Улица любви» (1992). В «Звуковой дорожке МК» композиция поднималась в первую пятёрку ежемесячного хит-парада песен как в 1991, так и в 1992 году, а также попадала в двадцатки лучших треков по итогам обоих годов. Помимо этого, на «Ксюшу» был снят популярный видеоклип. Последний в 2015 году был включён в подборку российских и зарубежных музыкальных видео «100 лучших клипов 90-х по версии Муз-ТВ», где занял позицию № 89.

## История
В 1991 году Апина покинула группу «Комбинация», чтобы полностью сосредоточиться на семейной жизни со своим новым мужем, продюсером Александром Иратовым, и музыкой профессионально заниматься больше не планировала. Однако впоследствии она передумала и убедила супруга дать ей возможность в качестве эксперимента сольно записать одну песню. За материалом певица обратилась к своему другу детства, композитору и сооснователю «Комбинации» Виталию Окорокову. Тот предложил ей на выбор два потенциальных шлягера: «Ксюша» и «Два кусочека колбаски». Апина выбрала первый, а второй вошёл в репертуар «Комбинации». В итоге «Колбаски» были записаны новым составом группы, Апина же песню никогда не исполняла. Тем не менее у публики порой возникала путаница: «Ксюша» приписывалась «Комбинации», тогда как Апину просили спеть «Колбаски». В 2018 году, иронически обыгрывая эту ситуацию в ходе тура к 30-летию группы, Апина позволила вокалистке «Комбинации» Татьяне Ивановой исполнить «Ксюшу», а та разрешила бывшей напарнице спеть «Колбаски».
Между тем в 1991 году перехват «Ксюши» у «Комбинации» являлся со стороны Апиной шагом потенциально конфликтным: другой сооснователь группы, Александр Шишинин, был обижен на экс-участницу, считая её уход из ансамбля на пике популярности предательством. Поэтому работа над песней держалась в тайне: «Так, Окороков! Никому не показывай эту песню и не говори, что она есть», — цитирует композитор слова Иратова. В итоге хит был записан в экстренном режиме, буквально за одну ночь, а через два дня был готов и видеоклип. «Такого я больше нигде не видел. Я просто преклоняюсь перед Иратовым, как он тогда оперативно сработал», — говорит Окороков. Слова песни в соавторстве с Апиной написал поэт Юрий Дружков. Согласно певице, исходный текст Дружкова сильно отличался от получившегося у неё в итоге. Так, сюжет песни разворачивался в сельхоз антураже: Витюша был трактористом, а не гитаристом, в то время как юбочка Ксюши мелькала между снопами. Однако ставший залогом успеха композиции дружковский припев «Ксюша, Ксюша, Ксюша, юбочка из плюша…» остался неизменным.
Песня оказалась хитом и принесла Апиной широкую известность, обеспечив успешный старт её сольной карьеры. В «Звуковой дорожке МК» трек попадал в первую пятёрку ежемесячного хит-парада песен и в 1991, и в 1992 году, а также в двадцатки лучших композиций по итогам обоих годов. Кроме того, он вошёл в дебютный альбом певицы — «Улица любви» (1992). «Конечно, Алёна Апина в любом случае стала бы звездой, но благодаря „Ксюше“ она это сделала молниеносно. Я думаю, что в тот момент любая девушка, которая бы спела эту песню, стала бы мегапопулярным исполнителем», — считает Окороков. Вместе с тем сам он, будучи академическим пианистом и композитором, был вынужден оправдываться перед своим консерваторским наставником Тихоном Хренниковым, когда тот узнал, что к созданию шлягера про «Ксюшу в юбочке из плюша» причастен его ученик. «Несмотря на то, что одни иронизировали, что вроде как „Ксюша, Ксюша, Ксюша“, примитивно, но те кто музыкой занимались, понимали — музычка-то классная. И это ни что иное как очень классный стёб», — считает однако певица Лолита.
Сама Апина называла «Ксюшу» своей этапной песней, которую она записала главным образом для того, чтобы сразу не менять имидж, сложившийся у неё в период работы в «Комбинации». «В целом здесь был некий коммерческий резон. Зрителя нельзя резко отпугивать», — объясняла артистка, попутно отмечая, что до сих пор не понимает, почему именно эта песня стала настолько популярной, ведь в «Комбинаций» она подобных композиций спела множество. Аналогичным образом в 1991 году хит истолковал и музыкальный критик Артур Гаспарян, назвав его горячей «последухой» после ухода Апиной из «Комбинации», и отметив, что певица не может не учитывать настроений своих фанатов, хотя и подумывает о «принципиально новых сочинениях». После выхода песни поклонники подарили Апиной пекинесиху, которую та назвала «Ксюшей» (история повторилась и со следующим хитом певицы — так у неё появился ещё и пекинес «Лёха»). При этом артистка подчёркивает, что вопреки распространённому заблуждению, выбор имени для её дочери, Ксении Иратовой, ни коим образом с композицией про Ксюшу не связан.
Впоследствии песня получила два официальных танцевальных ремикса. Первый из них вышел в альбоме техно-дансовых переосмыслений хитов Апиной «Музыка для дискотек (Remake)» (1995). Второй появился на очередной сольной пластинке певицы — «Самолёт на Москву» (2007). Его для певицы сделал DJ Smash.

## Видеоклип
Музыкальное видео на «Ксюшу» снималось параллельно с записью самой песни. Ролик отражал фирменный образ Апиной на раннем этапе её карьеры, который она прежде демонстрировала в клипе «Бухгалтер» (ещё в составе группы «Комбинация»): тонкие губы с яркой помадой, острый носик, пышное каре (однако в «Ксюше» соломенный цвет волос уступил место платиновому блонду), точёная фигура, облегающее платье с открытыми плечами — такой теперь уже сольная певица Апина предстала перед своими первыми зрителями.
«Посмотрели румынское ТВ — сделаем также. Ну какое было представление у людей — они видели там, снимали здесь. Это примитивный лубок. Только лубок, который можно оправдать, потому что в нём ирония и юмор, а не „серьёзка“. Она [Апина] дурака валяла и очень качественно», — объясняет подход к созданию видео и происходящее на экране музыкальный критик Отар Кушанашвили. Платье из клипа, по словам, Апиной, ныне выставлено в краеведческом музее Саратова. Сам ролик в 2015 году вошёл в подборку российских и зарубежных музыкальных видео «100 лучших клипов 90-х по версии Муз-ТВ», где занял позицию № 89.

## Позиции в чартах
Ежемесячные чарты
| Год  | Чарт                                     | Высшая позиция | Прим.  |
| ---- | ---------------------------------------- | -------------- | ------ |
| 1991 | Россия, Звуковая дорожка МК, «Песни»     | 5              | [ 21 ] |
| 1992 | Россия, Звуковая дорожка МК, Top 20 Hits | 4              | [ 22 ] |

Ежегодные чарты
| Год  | Чарт                                      | Позиция | Прим.  |
| ---- | ----------------------------------------- | ------- | ------ |
| 1991 | Россия, Звуковая дорожка МК, «Песня года» | 13      | [ 23 ] |
| 1992 | Россия, Звуковая дорожка МК, Top 20 Hits  | 12      | [ 24 ] |

## Полезные ссылки
- Сюжет о песне в передаче «Хит-просвет» на канале «Настроение»
- Сюжет о песне в передаче «100 лучших клипов 90-х по версии Муз-ТВ»